# Михайлівецьке (заповідне урочище)
Михайліве́цьке — заповідне урочище місцевого значення в Україні. Розташоване в межах Щиборівської сільської громади Хмельницького району Хмельницької області, на південь від села Михайлівці.
Площа 253 га. Статус надано 1990 року. Перебуває у віданні ДП «Старокостянтинівський лісгосп» (Красилівське л-во, кв. 56—64).
Статус надано з метою збереження частини лісового масиву. Зростають: береза, граб, дуб, ялина, ясен та інші.

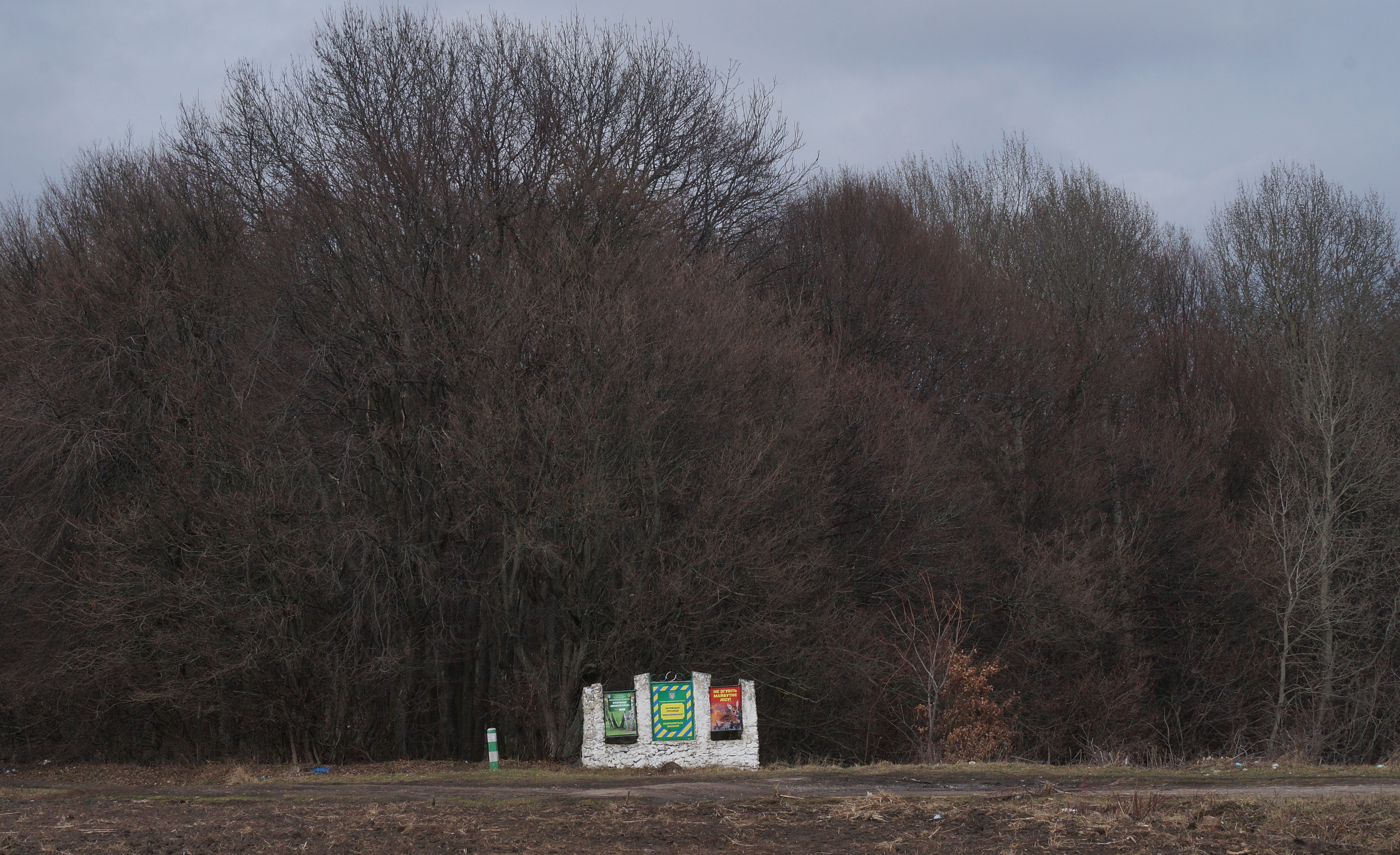